# Tieto
Tietoevry (до апреля 2009 года TietoEnator) — скандинавская компания по предоставлению ИТ-услуг для промышленности и сферы обслуживания. Компания предоставляет услуги в таких областях, как автомобилестроение, финансы, телекоммуникации и СМИ, здравоохранение и социальное обеспечение, лесная промышленность, энергетика, производство, розничная торговля и логистика.

## История
TietoEnator Corporation образована 7 июля 1999 года в результате слияния финской Tieto Corporation и шведской Enator AB.
1 декабря 2008 года проведён ребрендинг компании, которая стала называться Tieto (с фин. — «знание»).
28 апреля 2011 года Ханну Сюръяля покинул пост председателя совета директоров. Ари Карппинен был назначен исполняющим обязанности генерального директора.
В 2012 году в связи с возросшей ценовой конкуренцией в области информационных технологий концерн запланировал сократить численность персонала на 1300 человек (500 человек в Финляндии).
В 2020 году начала работу объединённая компания Tietoevry, образованная в результате слияния финско-шведской Tieto и норвежской EVRY (нор.). Компания Tietoevry сейчас[когда?] насчитывает более 24 000 ИТ-профессионалов и занимает ведущую позицию на ИТ-рынках скандинавских стран, распространяя свой опыт, решения и экспертизу по всему миру, включая Россию.

## Tietoevry в России
Российское подразделение было открыто в 1996 году, а в марте 2022 года европейское руководство Tietoevry анонсировало завершение деятельности в России. 4 мая 2022 года полное обособленное управление ИТ-интегратором перешло к российскому менеджменту. Российское подразделение Tietoevry стало независимой ИТ-компанией, сохранив команду, мощности и ресурсы в полном объеме. Компания продолжит осуществлять свою деятельность на российском и международном рынках под новым брендом – iiii Tech (Форайз).
Форайз (ранее Tietoevry Russia) продолжает более чем двадцатипятилетнюю историю, предоставляя комплекс ИТ-услуг для крупного бизнеса (финансового сектора, промышленности, ритейла и др.), который включает managed-сервисы, заказную разработку, SAP, BI-системы, RPA (роботизацию бизнес-процессов). На базе партнерских и собственных дата-центров в Москве и Санкт-Петербурге Форайз предлагает своим клиентам широкий пул облачных решений: Public Cloud, Private Cloud, Hybrid Cloud, DevOps, Managed Migration, DR, Cloud 152.

## Основные направления деятельности
- Digital: цифровизация, развитие и поддержка SAP, аналитика данных, тестирование, интеграционные решения и порталы, заказная разработка, микросервисы
- Отраслевая экспертиза: лесная промышленность, финансы, контакт-центы, телеком, производство, ритейл
- Сервисы: облачные сервисы (публичное, частное, гибридное), собственный дата-центр, аварийное восстановление, резервное копирование, ит-аутсорсинг, локализация данных, построение виртуальной инфраструктуры
- Госрегулирование: ЕГАИС, маркировка

## Руководство в России
- Наталья Светушкова — генеральный директор Tietoevry с 2011 года (с 2022 года — под брендом Форайз) Председатель Комитета по цифровизации Российско-Германской Внешнеторговой палаты.
- Константин Сафронов — коммерческий директор.
- Александр Колесов — руководитель подразделения Cloud&Infra.
- Антон Петров — руководитель проектного офиса.